# Tellco pk
Die Tellco pk mit Sitz in Schwyz ist eine unabhängige Schweizer Pensionskasse für kleine und mittlere Unternehmen. Sie versichert als Sammelstiftung das Personal der ihr angeschlossenen Unternehmen im Rahmen der 2. Säule.
Die Pensionskasse wurde 2002 gegründet und ist in der Rechtsform einer Stiftung organisiert. Ihr waren per Ende 2024 insgesamt 10'074 Unternehmen mit 95'535 aktiv Versicherte und 4'772 Rentenbezüger angeschlossen. Das verwaltete Gesamtvermögen belief sich auf ca. 4,63 Milliarden Schweizer Franken. Der Namenswechsel von pensionskasse pro zu Tellco pkPRO wurde per 14. November 2018 vorgenommen. 2022 wurde das Unternehmen in Tellco pk umbenannt.

## Rechtsgrundlagen
Die gesetzlichen Grundlagen bilden das Bundesgesetz über die berufliche Alters-, Hinterlassenen- und Invalidenvorsorge, das Bundesgesetz über die Freizügigkeit in der beruflichen Alters-, Hinterlassenen- und Invalidenvorsorge sowie die dazugehörigen Verordnungen. Zu den Rechtsgrundlagen zählen zudem die verschiedenen Reglemente der pensionskasse pro.

## Organisation
Oberstes Organ der Tellco pk ist der Stiftungsrat. Dieser setzt sich paritätisch aus je drei Arbeitgeber- und Arbeitnehmervertreter zusammen und wird jeweils auf vier Jahre gewählt. Die operative Führung obliegt der Geschäftsleitung und wurde an drei auf die Bereiche Anlagen und Finanzen, Administration und Verwaltung sowie Kommunikation, Marketing und Vertrieb spezialisierte externe Unternehmen delegiert.